# Noemia stevensii
Noemia stevensii är en skalbaggsart som beskrevs av Francis Polkinghorne Pascoe 1857. Noemia stevensii ingår i släktet Noemia och familjen långhorningar. Inga underarter finns listade i Catalogue of Life.